# Folsom Europa
O evento Folsom Europa, também conhecido como Folsom Straßenfest , é uma festival anual de BDSM e de subcultura Leather realizada no mês de setembro em Berlim, Alemanha, desde 2003. 

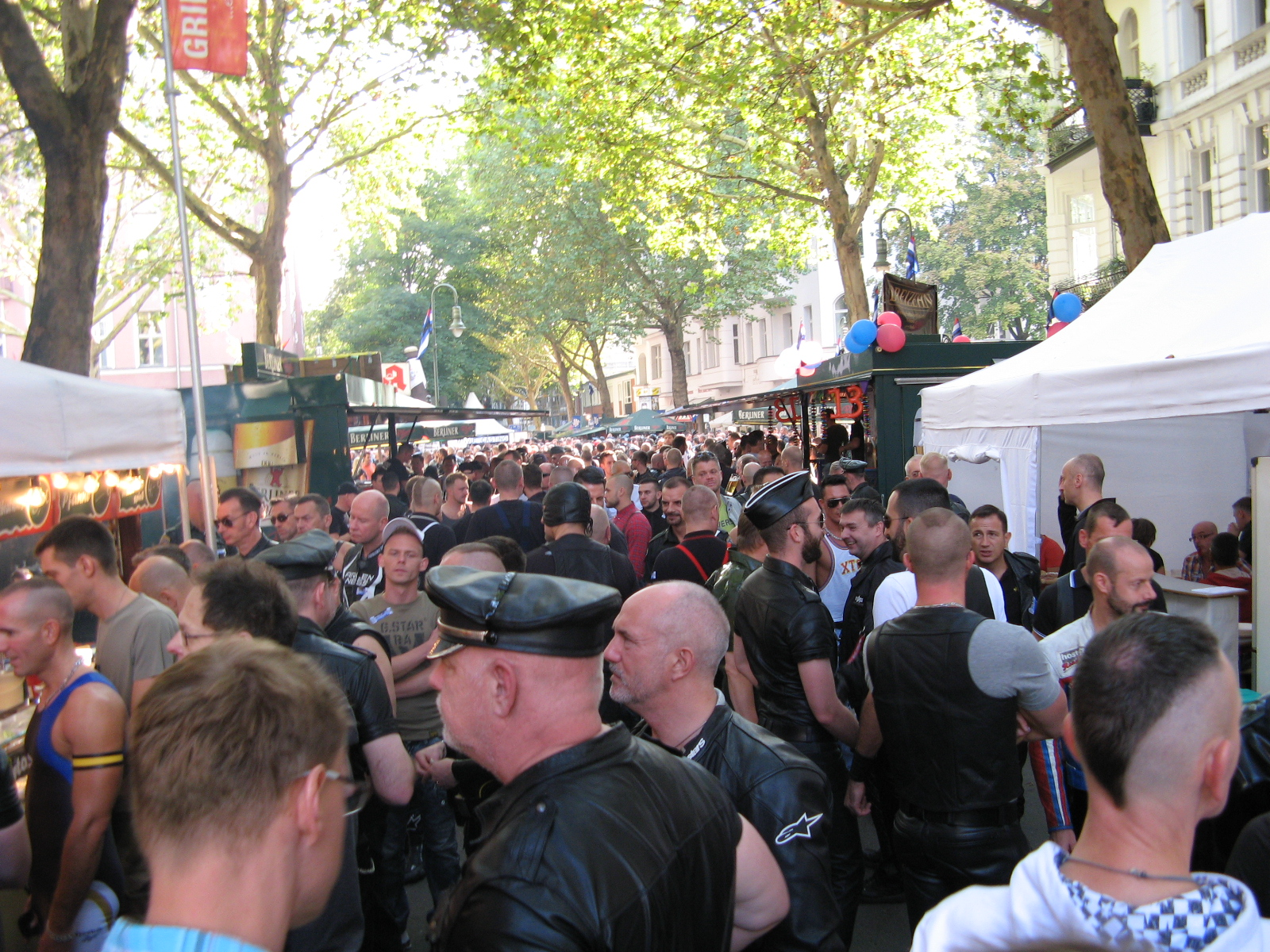
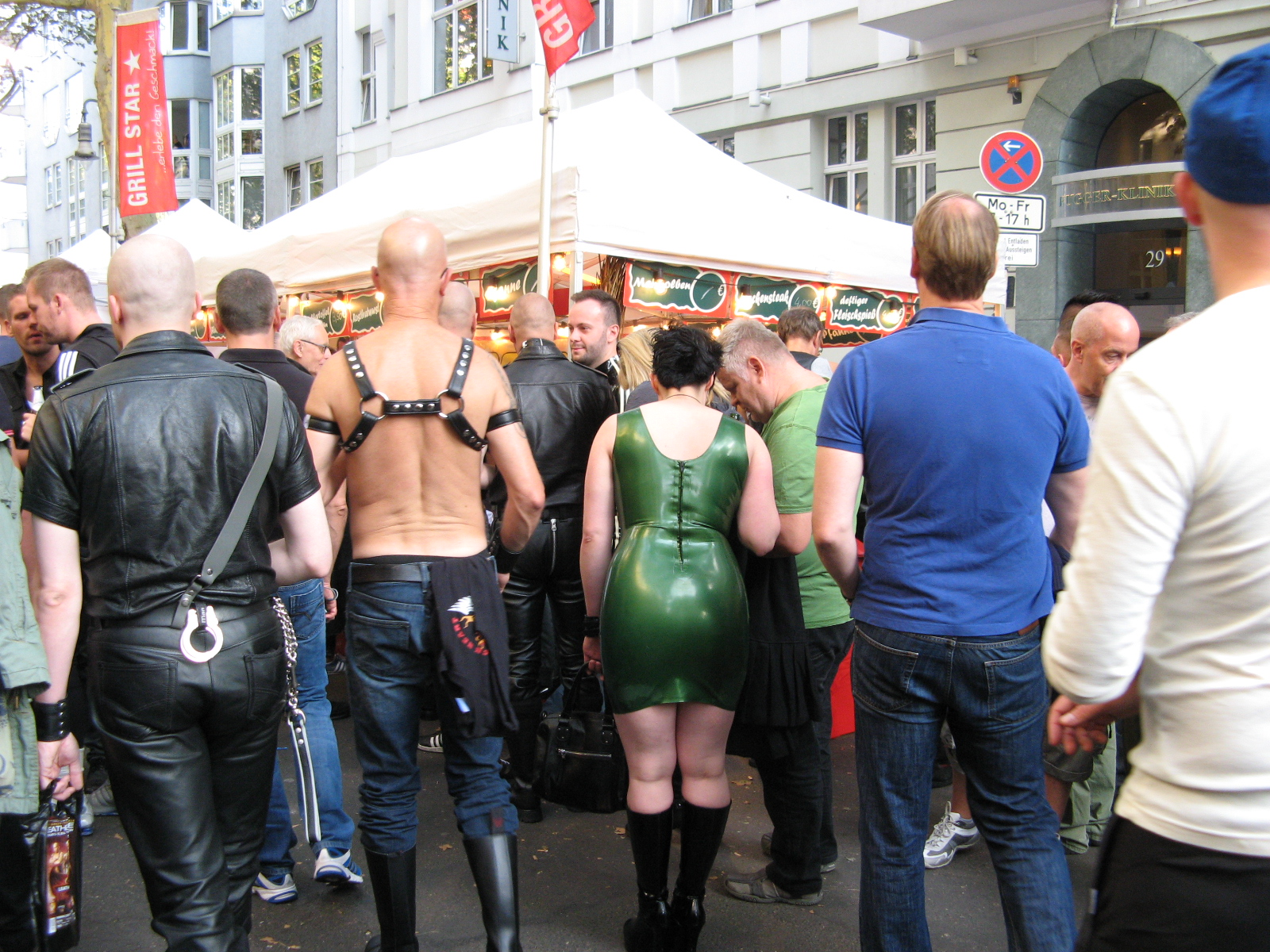
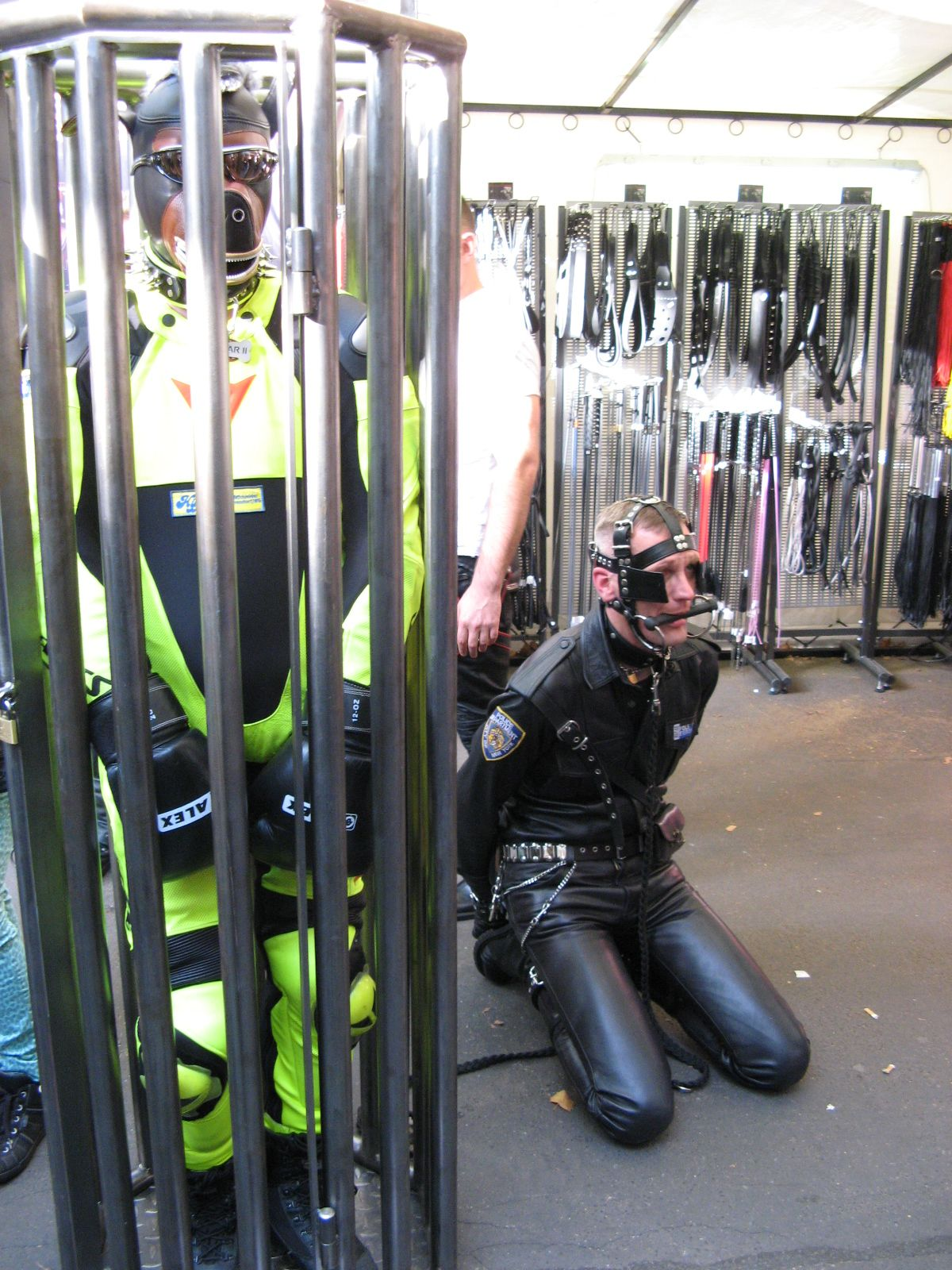
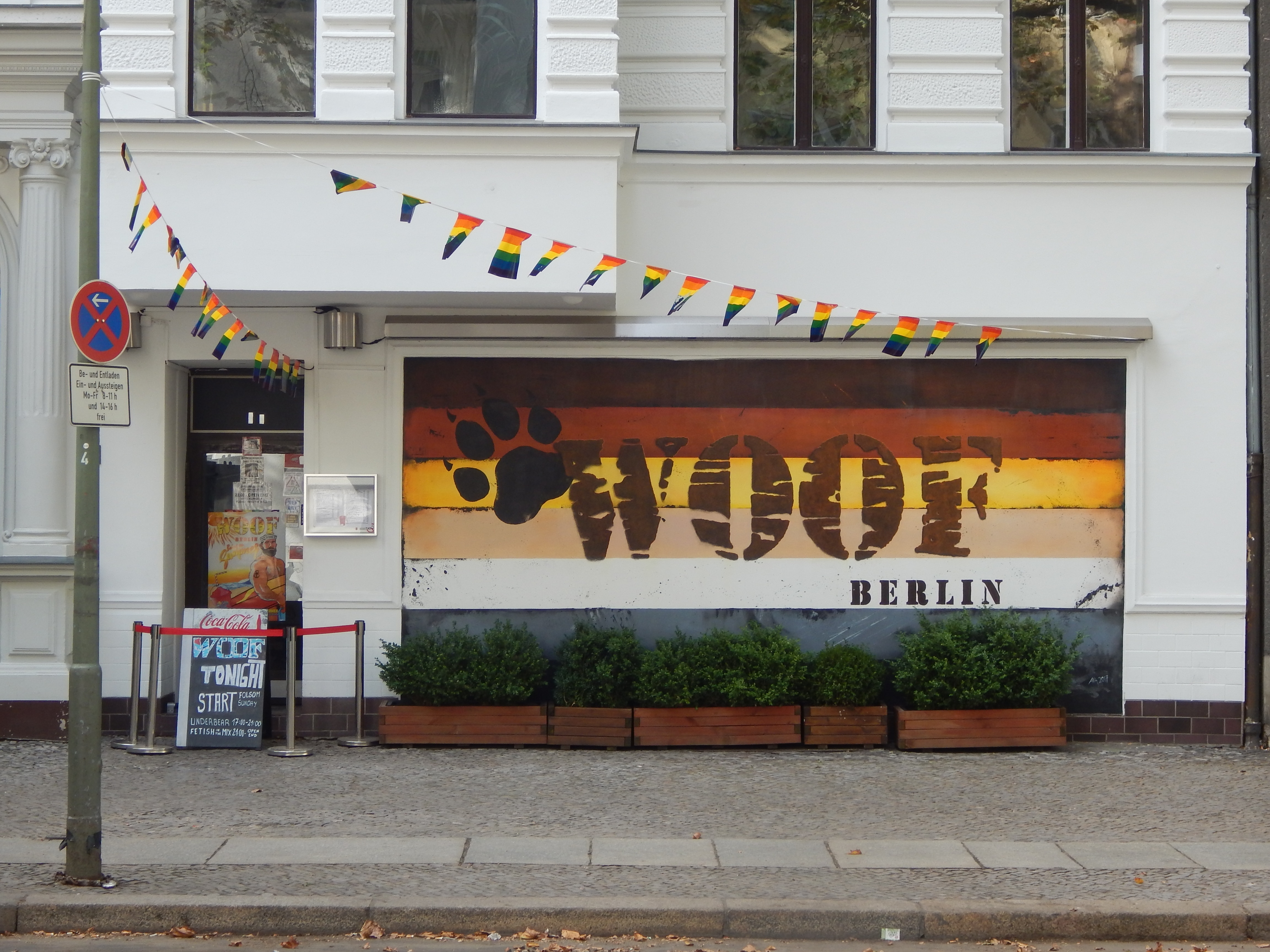
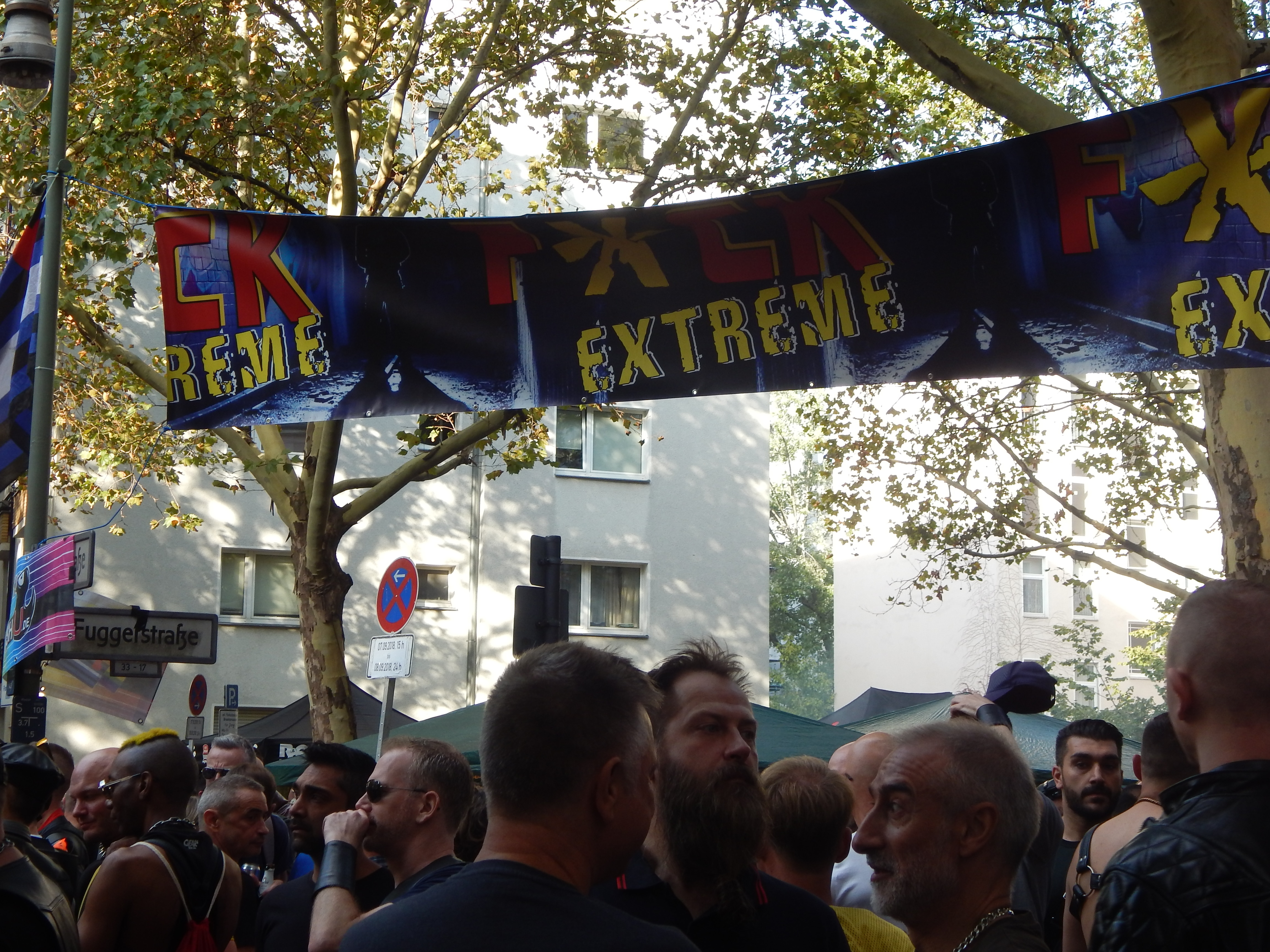
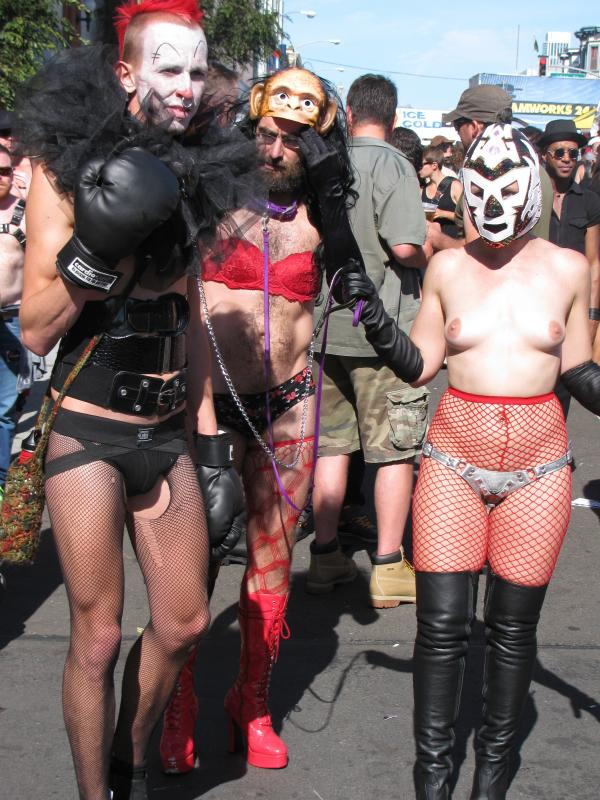
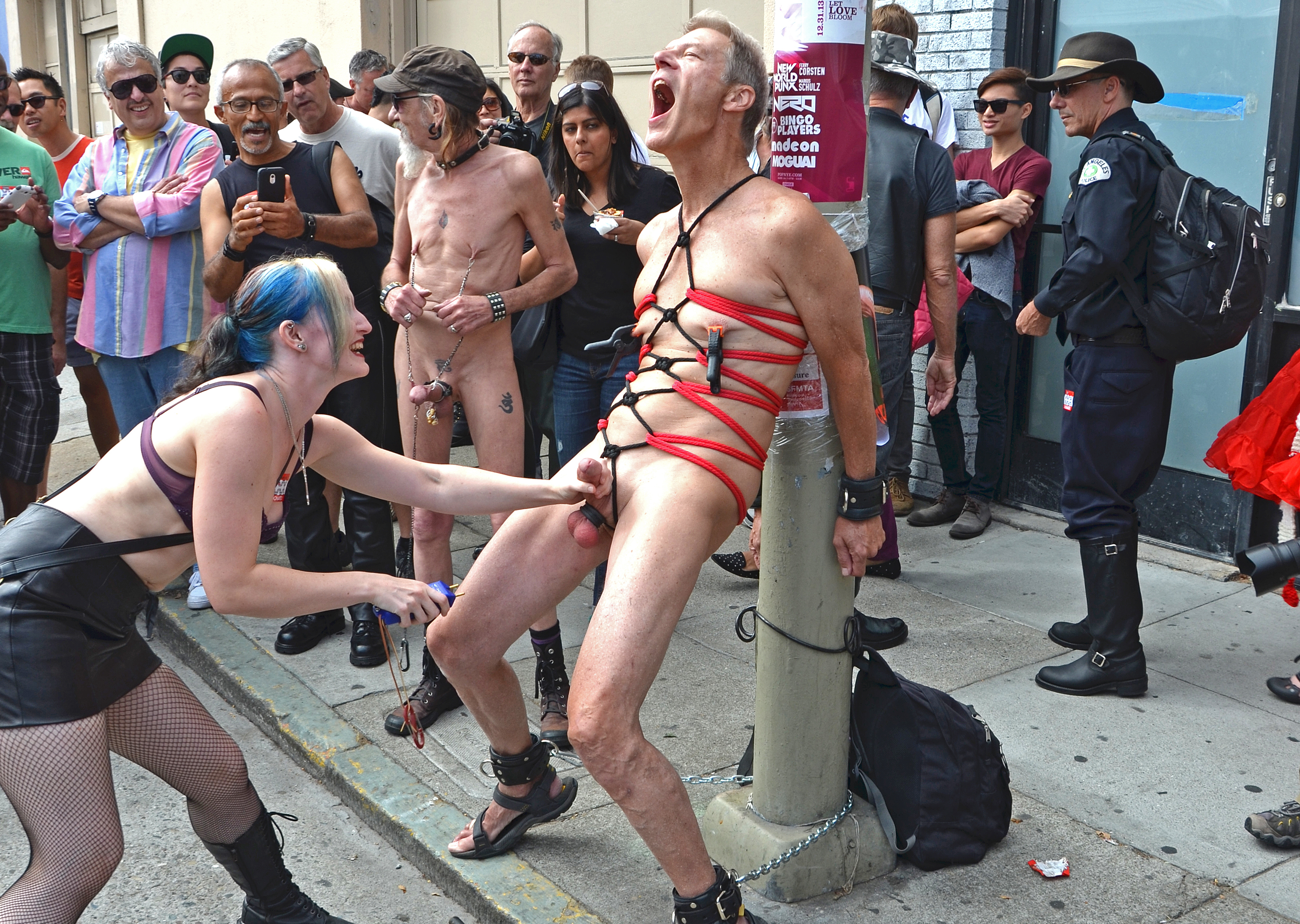

## História
O Festival foi criado no ano de 2003, a fim de trazer para a Europa o conceito de festival Leather, sem fins lucrativos, iniciado pela Folsom Street Fair em São Francisco, Califórnia, EUA.
Hoje é um dos maiores eventos fetichistas gays da Europa junto com o Berlin Leder und Fetisch e. V. (ou BLF, inglês: Berlin Leather and Fetish) realizado por Easter in Berlin todo feriado de Páscoa. A principal área para estes dois festivais de fetiche é o bairro berlinense de Schöneberg . O festival Folsom Europa acontece na Fuggerstrasse e na Welserstrasse, perto da Wittenbergplatz.
Durante o festival também é realizada a Conferência Alemã de Detentores de Títulos, evento que reúne os detentores de títulos fetichistas de todo o mundo para engajar e arrecadar dinheiro para as organizações de caridade de Berlim. A angariação de fundos é uma parte importante do festival fetichista, pois é o único evento na Europa onde as freiras da Ordem das Irmãs da Perpétua Indulgência ficam à porta para recolher fundos dos visitantes.

## Edição de 2023
A edição do ano de 2023 ocorre entre os dias 6 e 10 de setembro. Ver: Programação

## Organização
O evento é organizado por uma Conselho da organização sem fins lucrativos Folsom Europe e.V. Os experientes membros do Conselho já fazem trabalho voluntário há vários anos e são responsáveis pelo planejamento e organização de todos os eventos oficiais durante o fim de semana da Folsom Europa, bem como pelas relações públicas e publicidade antecipada. Uma vez por ano, todos os membros do clube se reúnem na Assembleia Geral, onde tomam as principais decisões. A diretoria é auxiliada por um funcionário do escritório.

## Voluntariado
Voluntários são aceitos na organização do evento. A organização torna todo o processo de informação, comunicação e registo fácil e profissional. O candidato a voluntário pode clicar diretamente na lista de turnos e reservá-los (se ainda houver vagas). Basta preencher nome e um endereço de e-mail e para receber uma confirmação automática com mais informações após o registro. O e-mail para tirar dúvidas é  volunteer@folsomeurope.berlin.
Voluntarie-se